# Osbornellus candaceae
Osbornellus candaceae är en insektsart som beskrevs av Keti Maria Rocha Zanol 2005. Osbornellus candaceae ingår i släktet Osbornellus och familjen dvärgstritar. Inga underarter finns listade i Catalogue of Life.